# Anax
Denna artikel handlar om jätten Anax, för trollsländesläktet Anax, se Anax (släkte).
Anax och Asterios (grekiska Αναξ och Αστεριος) var jättar i grekisk mytologi. 
Anax var son till Gaia (Jorden), medan Asterios var son till Anax. Båda hörde till giganterna och de kom från Lydien i Anatolien.